# شهرستان پودر ریور (مونتانا)
شهرستان پودر ریور، مونتانا (به انگلیسی: Powder River County, Montana) یک سکونتگاه مسکونی در ایالات متحده آمریکا است که در ایالت مونتانا واقع شده‌است.

## خصوصیات
شهرستان پودر ریور ۸٬۵۴۱٫۸۳ کیلومترمربع مساحت دارد.